# Colobathristidae
Famille
Les Colobathristidae sont une famille d'insectes hétéroptères (punaises), de la super-famille des Lygaeoidea.

## Description
Les membres de cette famille mesurent entre 6 et 20 mm de long, sont généralement très allongées avec des pattes et des antennes fines, mais non renflés à leurs extrémités (contrairement aux Berytidae), et une surface dorsale ponctuée. 
Les yeux sont saillants, presque pédonculés, avec chez certaines espèces sud-américaines une crête infraoculaire striée. L'extrémité du scutellum est rétrécie et allongée, parfois équipée d'une épine dressée. L'aile antérieure est rétrécie, avec la marge latérale de la corie concave, cette corie est au moins en partie transparente, en général avec une cellule triangulaire au bout. La membrane a des veines réduites ou absentes. Les clavus se superposent généralement. Les aires évaporatoires des glandes odoriférantes sont larges mais situées sur la face ventrale du thorax, invisible depuis en dessus. L'abdomen est resserré à la base. et une ligne délimite les latérotergites. Les stigmates abdominaux sont ventraux dorsaux sur les segments 2 à 4, ventraux sur les segments 5 à 7, où ils sont placés sur les latérotergites. Des paires de trichobothries sont présentes, au nombre de 3 sur les sternites 3 et 4,  regroupées au milieu, de 3 latérales sur les sternite 5 et 6, et de 2 latérales sur le sternite 7.  Les genitalia femelles sont de type plaque.
Les deux sous-familles se distinguent morphologiquement par le fait que les Colobathristinae ont les antennes aussi longues que le corps, avec leur 1er article plus long que la largeur de la tête entre les yeux, alors que les Dayakiellinae ont les antennes plus courtes, au mieux de la longueur de la moitié du corps, avec le premier article plus court que la largeur de la tête entre les yeux,,. 

Des juvéniles au stade V ont été décrits par Xue & Bu (2005). Ils se distinguent des autres familles de la lignée des Malcidae par plusieurs critères, notamment la présence d'une dent aux fémurs antérieurs, et les sutures entre les tergites 4-5 et 5-6 incurvées au milieu.

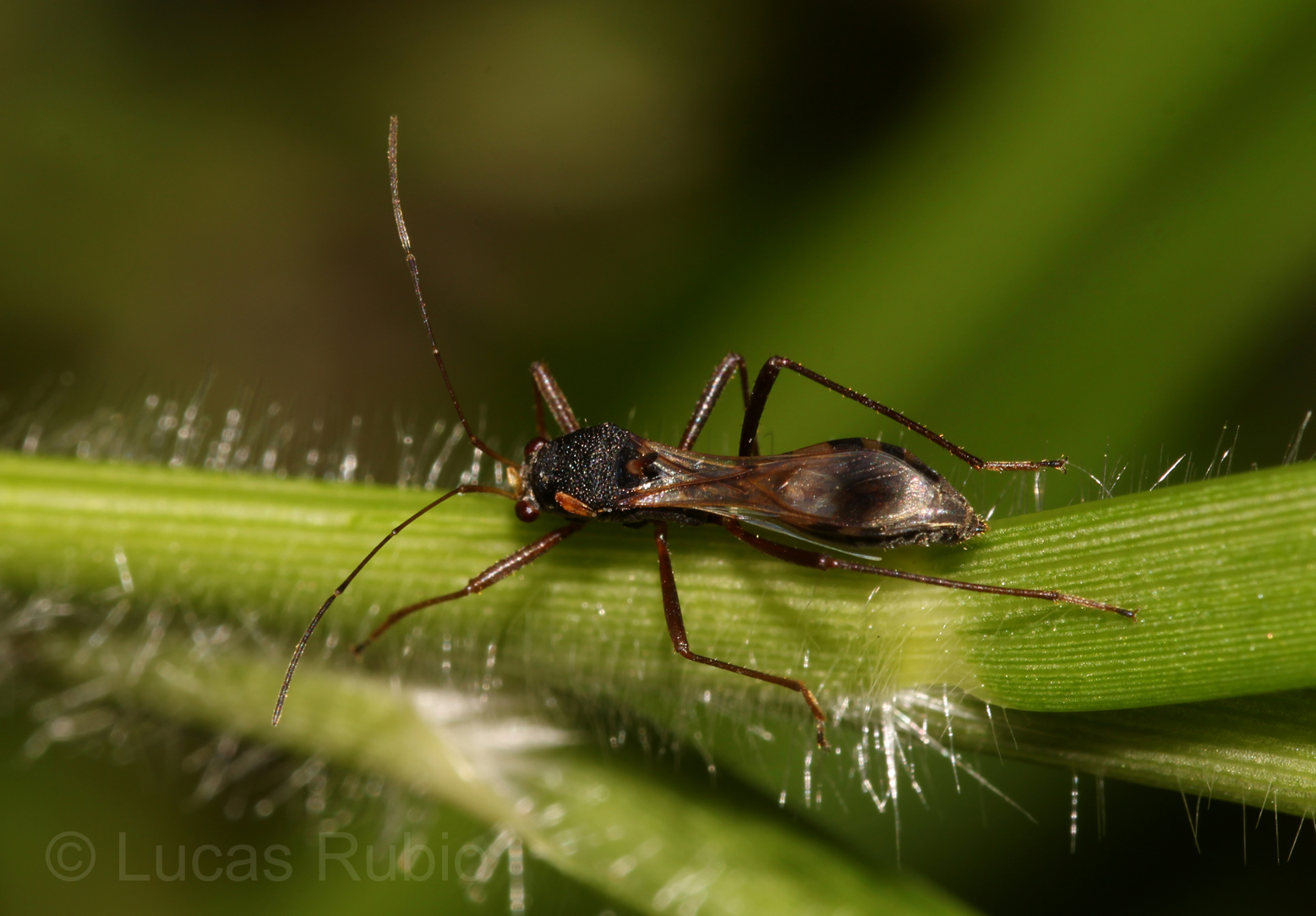
Trichocentrus vianai, espèce d'Amérique du Sud
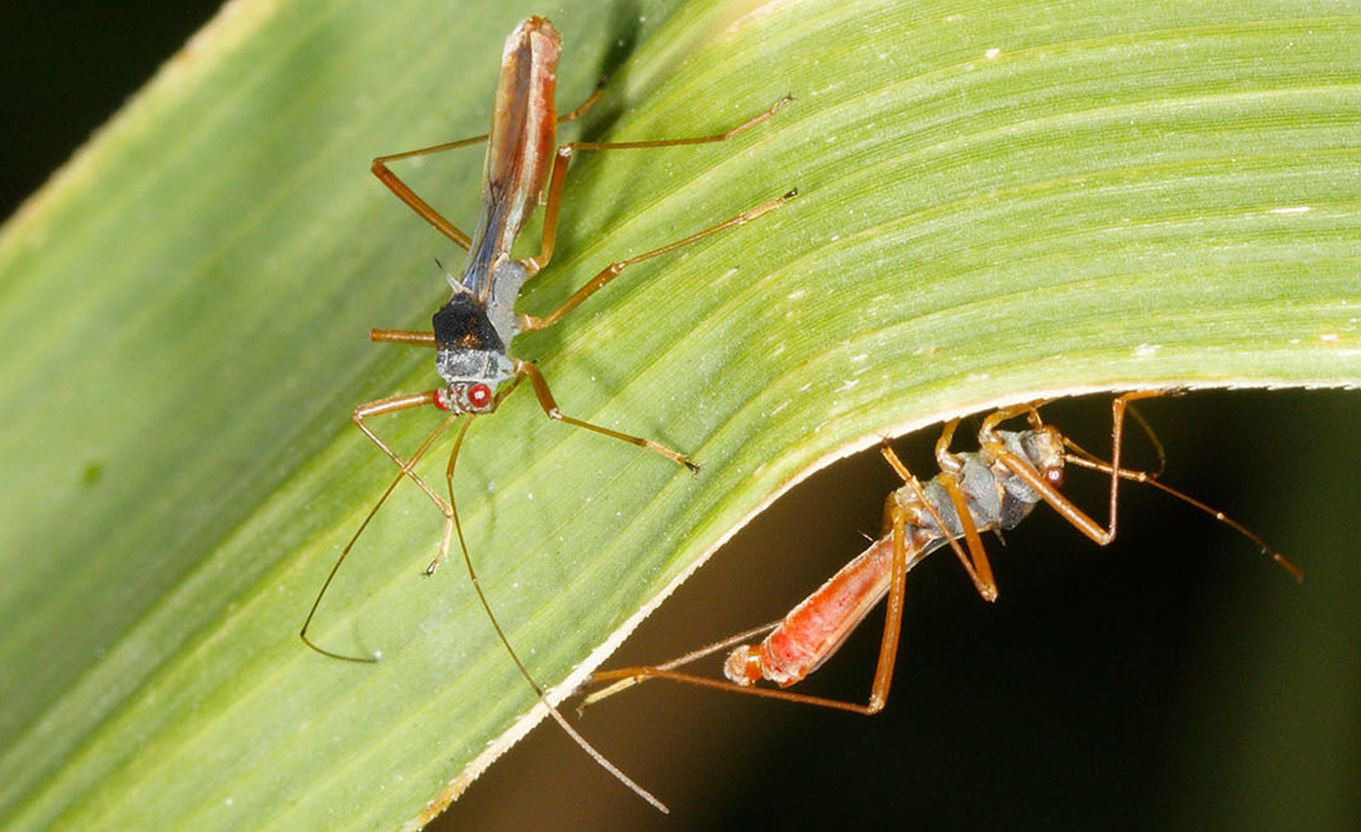
Phaenacantha australiae, seule Colobathristidae australienne

## Répartition et habitat
Leur répartition se partage en deux régions, avec un nombre plus ou moins identique d'espèces dans chacune d'elles : d'une part la zone indomalaise (Asie du Sud-Est), avec également une espèce en Australie, et d'autre part en Amérique du Sud tropicale. Cette famille est inconnue en Afrique.

## Biologie
Leur biologie est peu connue, mais pour ce qui en a été étudié, ces punaises se nourrissent exclusivement sur des monocotylédones. Il semble que Phaenacantha australiae englue ses œufs sur les feuilles des plantes hôtes.
Un certain nombre d'espèces de Colobathristidae sont myrmécomorphes. 
Plusieurs espèces néotropicales présentent une crête infraoculaire qui fait office de stridulitrum, un dispositif permettant la production de stridulations.
Certaines espèces de Phaenacantha s'en prennent parfois aux cultures de canne à sucre en Asie (Ph. saccharicida en Indonésie, et Ph. australiae en Australie). 

## Systématique
La famille des Colobathristidae a été créée en 1865 par l'entomologiste suédois Carl Stål (1833-1878) en tant que sous-famille des Lygaeidae au sens large (qui seront restreints par Henry en 1997). Elle a été élevée au rang de famille par Bergroth en 1910. En 1966, Štys analyse qu'elle fait partie d'une « lignée évolutive des Malcidae » avec les Cymidae, les Malcidae et les Berytidae. Thomas J. Henry confirme cette hypothèse dans son étude des Lygaeoidea de 2017. Il en fait le groupe frère des Berytidae, en lien avec le premier article antennaire fusiforme, le scutellum avec une dent, et l'articulation postérieure des métacoxae. Selon une étude moléculaire de Hua et al. en 2008, les Colobathristidae seraient plutôt le groupe frère d'un groupe formé par les Berytidae, les Geocoridae et les Malcidae, selon la formule (Colobathristidae + (Berytidae + (Geocoridae + Malcidae))), avec les Geocoridae s'interposant dans la « lignée des Malcidae ». D'autres auteurs ont montré qu'ils ont des caractéristiques qui les rapprochent des Coreoidea (les oeufs, la plaque génitale des femelles).
Au plan de ses subdivisions internes, en 1966, Štys sépare le genre Dayakiella dans une sous-famille à part, les Dayakiellinae, avec des caractères plésiomorphiques (ancestraux). Tous les autres genres sont classés dans la sous-famille des Colobathristinae.
Au total, la famille comprend entre 25 et 30 genres, et une centaine d'espèces. Plus de la moitié des genres sont monotypiques (ne comprennent qu'une seule espèce). La moitié des genres a été décrite par Geza Horváth en 1904 et 1922. Un catalogue en ligne de la famille est disponible sur Lygaeoidea Species File, avec la répartition et les références de la littérature scientifique.
Aucun fossile n'est répertorié par Paleobiology Database.  

### Liste des sous-familles et des genres
Selon Lygaeoidea Species File :
sous-famille Colobathristinae Stål, 1865
- genre Brachyphyma Horváth, 1904
- genre Bradaloria Stys & Henry, 2015
- genre Calliseidus Horvath, 1904
- genre Carvalhoia Kormilev, 1951
- genre Centromus Bergroth, 1910
- genre Colobasiastes Breddin, 1903
- genre Colobathristes Burmeister, 1835
- genre Diascopoea Horváth, 1904
- genre Diplodontella Horvath, 1922
- genre Discocentrus Horvath, 1922
- genre Elopura Horvath, 1922
- genre Molybditis Bergroth, 1910
- genre Narcegaster Horvath, 1904
- genre Neocolobrathristes Kormilev, 1951
- genre Neolabradoria Štys & Henry, 2015
- genre Paraelopura Kormilev, 1953
- genre Parathristes Carvalho & Henry, 1986
- genre Peruda Distant, 1888
- genre Perudella Kormilev, 1949
- genre Phaenacantha Horváth, 1904
- genre Piptocentrus Horvath, 1904
- genre Schuhacantha Stys & Exnerova, 2012
- genre Symphylax Horváth, 1904
- genre Taphrocranum Horvath, 1904
- genre Trichocentrus Horváth, 1904

sous-famille Dayakiellinae Štys, 1966
- genre Dayakiella Horvath, 1922